# Gmina związkowa Meisenheim
Gmina związkowa Meisenheim (niem. Verbandsgemeinde Meisenheim) − dawna gmina związkowa w Niemczech, w kraju związkowym Nadrenia-Palatynat, w powiecie Bad Kreuznach. Siedziba gminy związkowej znajdowała się w mieście Meisenheim. 1 stycznia 2020 gmina związkowa została połączona z gminą związkową Bad Sobernheim tworząc nową gminę związkową Nahe-Glan.  

## Podział administracyjny
Gmina związkowa zrzeszała 15 gmin, w tym jedną gminę miejską (Stadt) oraz 14 gmin wiejskich:
1. Abtweiler
2. Becherbach
3. Breitenheim
4. Callbach
5. Desloch
6. Hundsbach
7. Jeckenbach
8. Lettweiler
9. Löllbach
10. Meisenheim, miasto
11. Raumbach
12. Rehborn
13. Reiffelbach
14. Schmittweiler
15. Schweinschied